# Höllriegel-Park

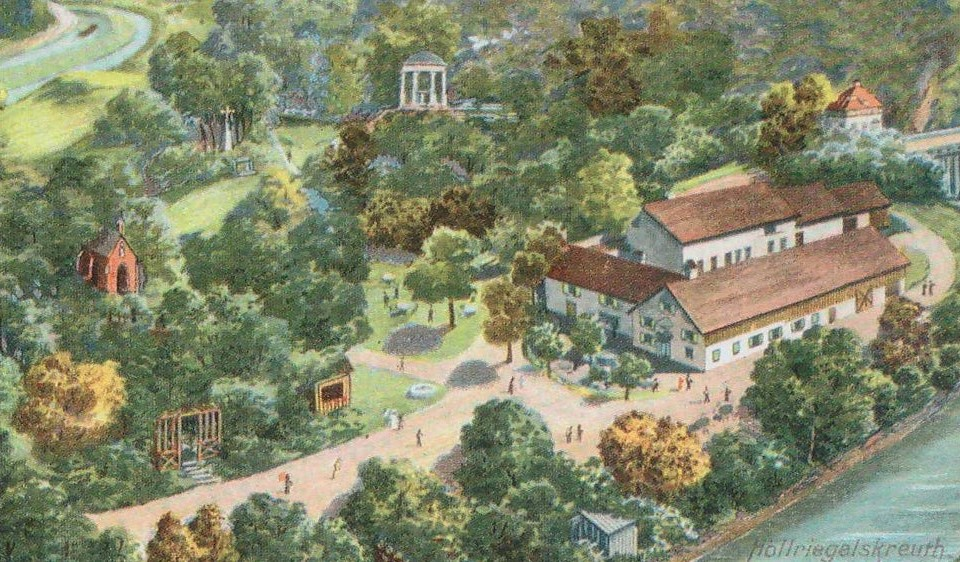
Postkarte um 1900 mit einer idealisierten Darstellung des Höllriegel-Parks. Die Lage der einzelnen Elemente zueinander und im Isartal ist verfremdet.

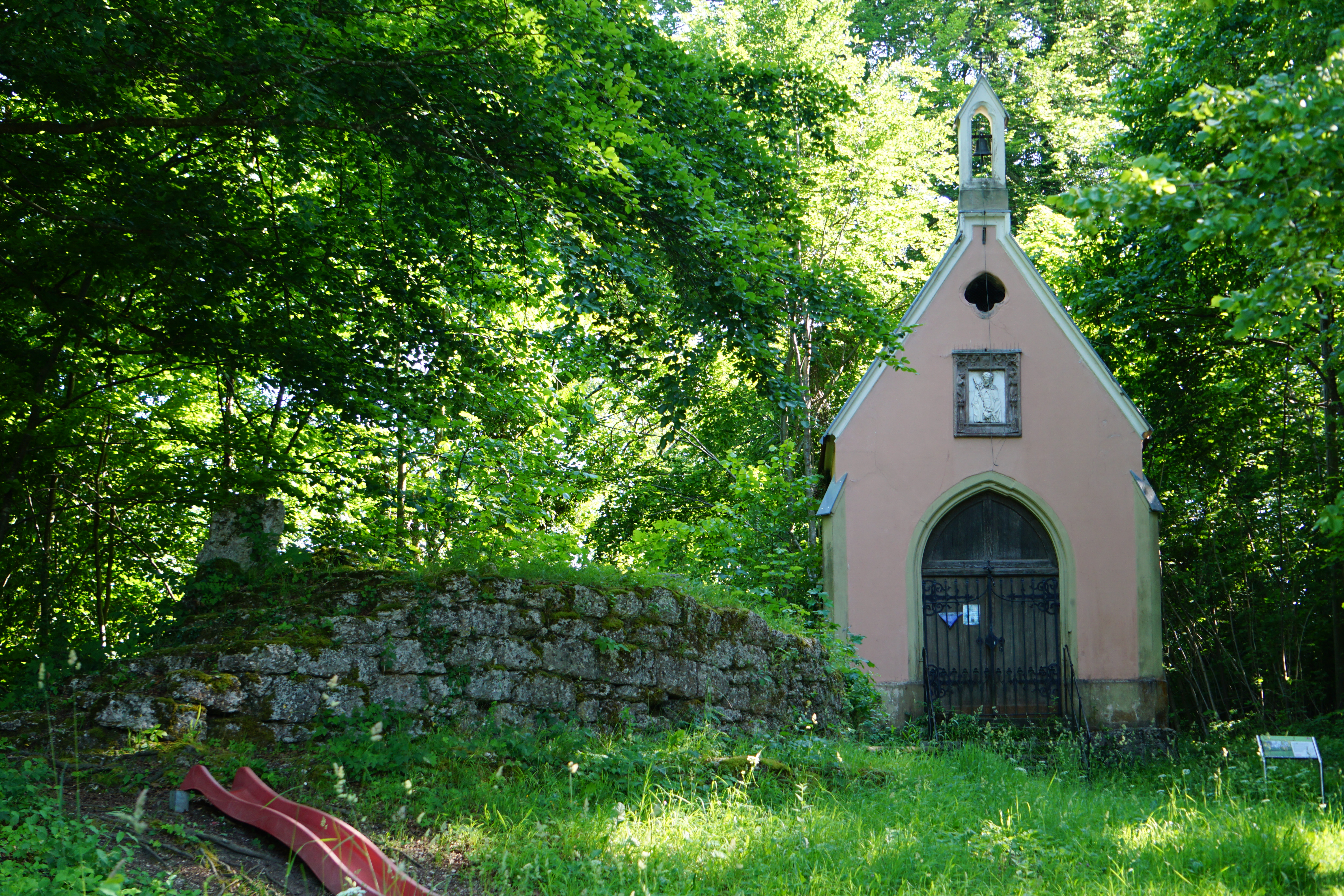
Marienkapelle mit Resten der Aussichtsterrasse, 2025

Der Höllriegel-Park in Pullach im Isartal ist ein Landschaftsgarten den der Steinmetz und Baumeister Franz Höllriegel Mitte des 19. Jahrhunderts im nach ihm benannten Ortsteil Höllriegelskreuth an seinem damaligen Gutshof, dem heutigen Brückenwirt, angelegt hat. Er besteht aus mehreren nur teilweise erhaltenen Elementen, die heute weitgehend im Wald am Hang der Flussterrasse eingewachsen sind. Der Park und seine Bauten stehen unter Denkmalschutz, wobei eine Wiederherstellung des oder auch nur eine Annäherung an den Urzustand dadurch kompliziert wird, dass die Flussufer und der Hangwald im FFH-Gebiet Oberes Isartal liegen und eine auch nur teilweise Rodung des Waldes unzulässig ist.

## Geschichte
Franz Höllriegel (1794–1858) war ein Steinmetz und Baumeister, der von Leo von Klenze nach München geholt wurde und mit Steinmetzarbeiten beim Bau der Glyptothek am Königsplatz für König Ludwig I. betraut wurde. In der Folge wurde er mit weiteren Bauen am Königsplatz und am Münchner Siegestor beauftragt. Anschließend ging er für Ludwig zur Walhalla oberhalb der Donau bei Donaustauf und bekam dort vom König einen Basalt-Steinbruch geschenkt. 1820 beantragte er eine Steinmetzkonzession in München als Voraussetzung für die Ansiedlung und das Bürgerrecht. 1822 wurde sein Antrag nach Streitigkeiten mit den beiden bestehenden Steinmetzbetrieben in der Stadt bewilligt. 1835 bekam er von König Ludwig einen Steinbruch im Isartal geschenkt, bei dem es sich wahrscheinlich noch nicht um das spätere Höllriegelskreuth handelte. Ab 1841 kaufte der wirtschaftlich ungeheuer erfolgreiche Höllriegel im Isartal unterhalb von Pullach den Sedlmeierhof, den heutigen Brückenwirt, an der Fähre nach Grünwald mit etwa 60 ha. In den folgenden Jahren und nach seinem Tod durch seine Frau wurden insgesamt rund 300 ha am Hang südlich von Pullach erworben, darunter mehrere Steinbrüche von Nagelfluh, einem minderwertigen Konglomerat-Gestein, das sich aber für Fundamente eignet. Höllriegel machte den Sedelmeierhof im Stil eines Gutshof zu seinem Landhaus, das er neben mehreren Wohn- und Werkstattgebäuden in München nutzte. 1852 ließ er sich von Konig Ludwig das Recht einräumen, den Gutshof und seinen Grundbesitz im Tal und auf der Höhe der Flussterrasse als Höllriegelskreuth in amtliche Karten einzutragen: Die Rodung des Höllriegel.
Höllriegelskreuth wurde ihm zur Erholungsort. Dorthin konnte er sich von der Stadt mit ihrem Lärm und ihren Gerüchen zurückziehen. Er lud Freunde ein, auch König Ludwig war mehrmals bei Höllriegel zu Gast. Noch im Jahr der Namensvergabe ließ er eine Marienkapelle südlich gegenüber dem Gutshaus errichten und in den folgenden Jahren bis zu seinem Tod 1858 baute er einen Landschaftsgarten mit verschiedenen architektonischen Elementen an den Hang und legte einen Spazierweg an.
Nach seinem Tod wurden die Betriebe und das Landhaus von seiner Witwe und seinem ältesten Sohn fortgeführt und erweitert. Die Steinbrüche wurden 1860 stillgelegt, seit 1876 ist erstmals eine Gastwirtschaft im heutigen Brückenwirt nachgewiesen. Spätestens jetzt wurde der Landschaftsgarten zum Ausflugsziel jener Münchner Bürger, die über Freizeit verfügten. Mit dem Bau der Isartalbahn 1891 und der Isarbrücke zwischen Grundwald und Pullach von 1904 nahm der Besuch zu.
Im späten 19. Jahrhundert wurden ein Teil der Grundstücke verkauft, mehrere gingen an Jakob Heilmann, der sie in die Isarwerke einbrachte. Sie sind heute im Eigentum der E.ON. Andere stehen im Eigentum der Gemeinde und von Privatleuten. Die Grundstücke im Industriegebiet oberhalb des Flusstals gingen an die Linde plc, United Initiators und kleinere Unternehmen. Das einzige Grundstück des Landschaftsgartens in Privatbesitz konnte die Gemeine Pullach 2019 erwerben.
Der Gutshof wurde im 20. Jahrhundert zum beliebten Ausflugslokal Brückenwirt, die Kapelle wurde in den 1960er und 1980er Jahren zweimal renoviert. Einmal durch den Wirt des Gasthofs, später nach der Übernahme durch die Gemeinde Pullach mit Hilfe des Landeamtes für Denkmalpflege. Der Rest der Parkanlagen und der ganze Park wurden vergessen. Nach der Hitzewelle in Europa 2003 war der Wald besonders anfällig für Stürme, so dass im Herbst 2003 die Gemeindeverwaltung beim Aufräumen des Sturmholz von den Resten der Parkbauten überrascht war. Die E.ON AG als Betreiber des nahegelegenen Wasserkraftwerk Höllriegelskreuth übernahm kurzfristig die Kosten einer ersten Renovierung der Mariensäule und des Andachtskreuzes.
Seitdem wird der Höllriegel-Park erforscht. Bis 2019 wurde er teilweise freigelegt und ein Rundweg etwa entsprechend der historischen Wegführung angelegt.

## Anlage und Zustand

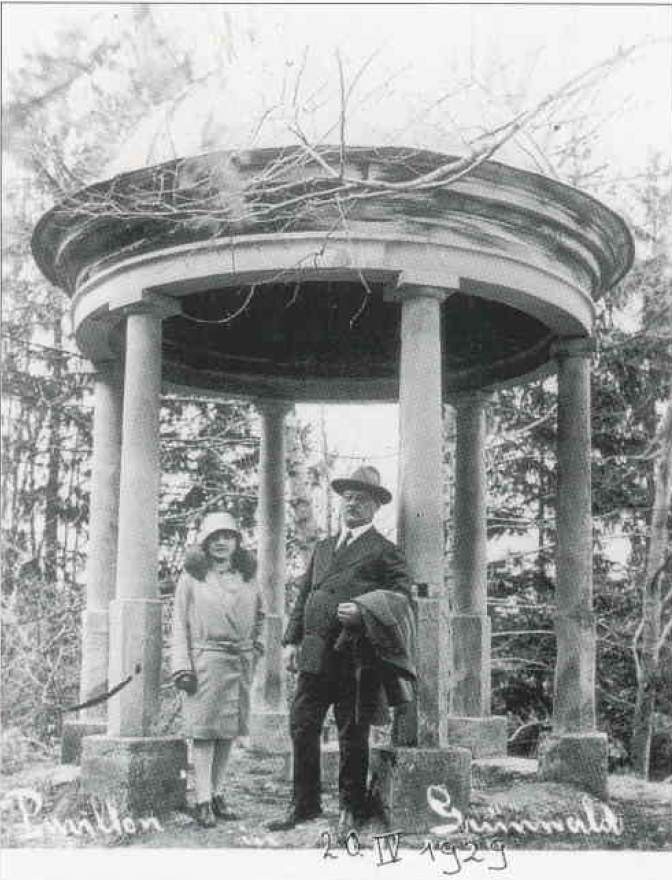
Der Monopteros auf dem einzigen erhaltenen Bild von 1929

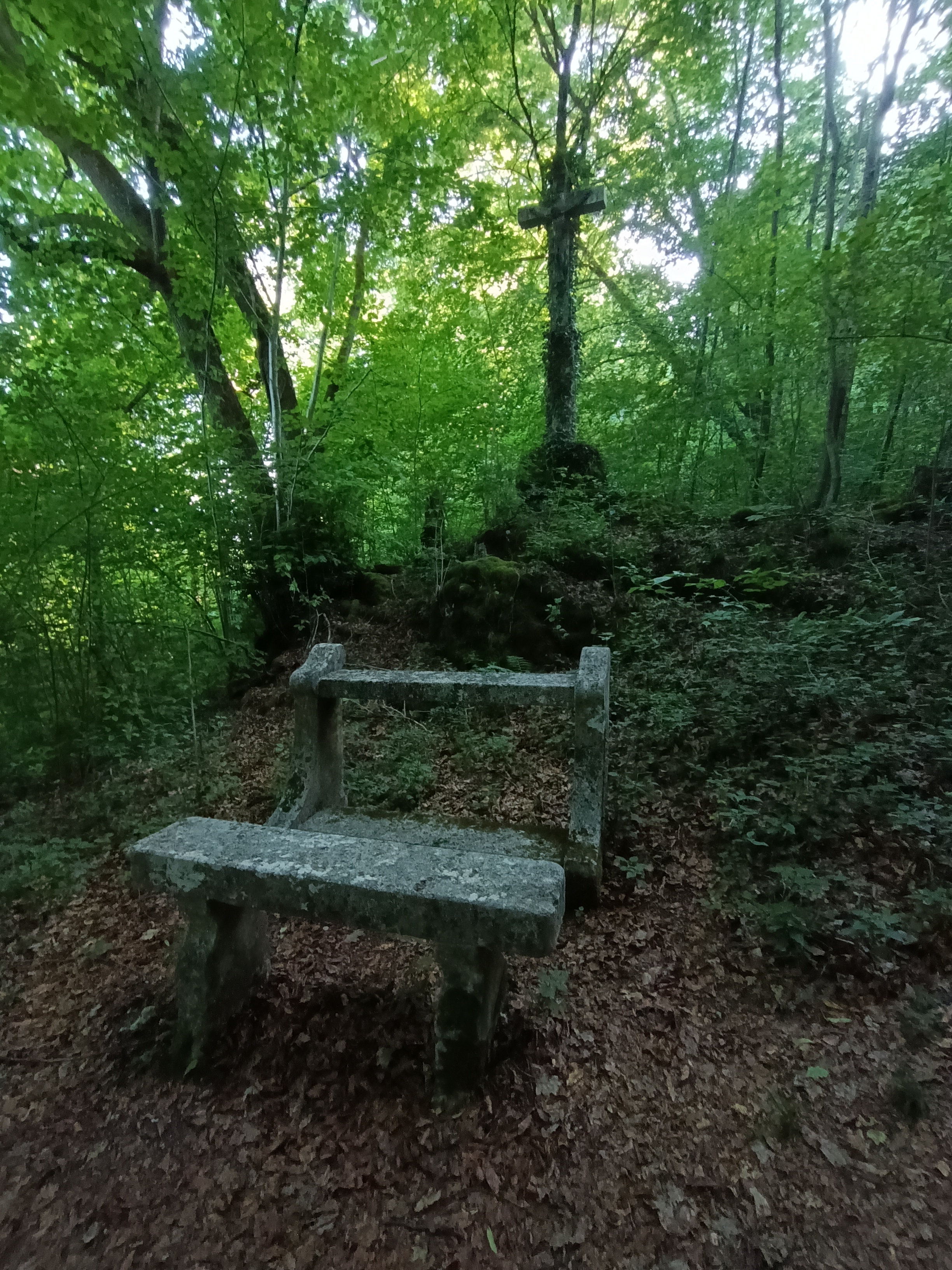
Andachtskreuz mit Kniebank, 2025

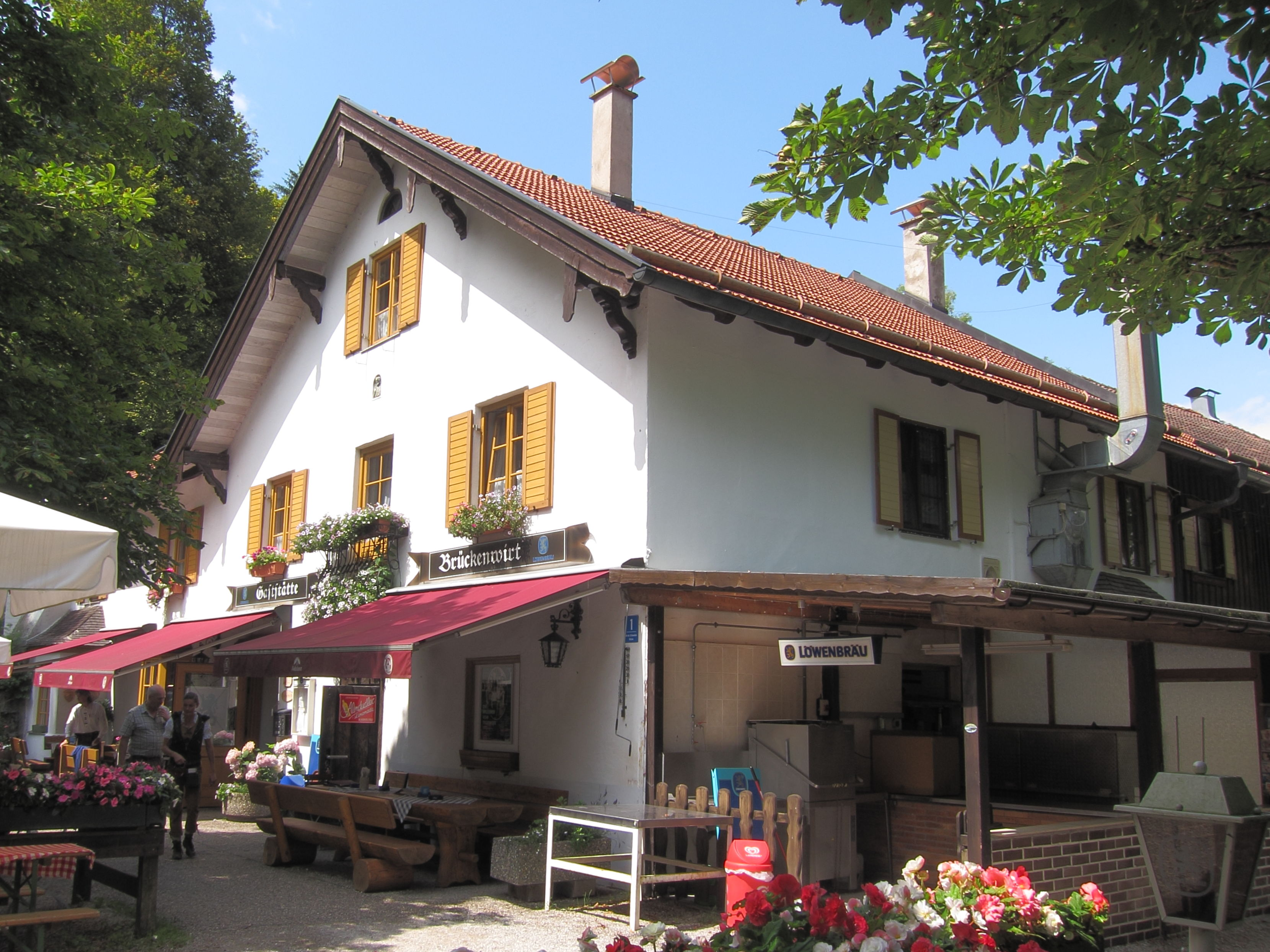
Brückenwirt, ehemals Gutshof von Franz Höllriegel (2011)

Erhalten sind gegenüber dem Brückenwirt die Marienkapelle mit Terrasse und Resten von Bänken, der Sockel einer Mariensäule, ein Andachtskreuz mit Bank und Kniebank sowie das Fundament des Monopteros. Seit 2019 wird ein Rundweg unterhalten, der von einem Abzweig oberhalb des Gasthofs an den erhaltenen Landschaftselementen vorbei führt und südlich der Reste einer so genannten Bierhütte auf den Hauptweg am Isarufer mündet. Er verläuft ähnlich einem Weg in der amtlichen Vermessung von 1858. Ebenfalls seit 2019 sind im Gelände elf Tafeln aufgestellt, die im Stil eines Lehrpfads Informationen über den Park, seinen Erbauer Höllriegel und die erhaltenen Elemente geben. Sie wurden von der Agenda-21-Gruppe in Pullach unter Mitwirkung des Architekturprofessors Justus Thyroff und der Landschaftsarchitektin Lea Zapf erstellt.
Die Kapelle im neugothischen Stil wurde von Höllriegel 1852 errichtet. Sie steht auf einem Block aus Nagelfluh und ist ein einfacher Saalbau in Ziegelbauweise mit einem Chor aus drei Seiten eines Oktagons. Im Inneren sind ein Weihwasserkessel, zwei Bänke und ein Altartisch erhalten, ein Ecce-homo-Relief ziert die Außenseite oberhalb der Tür, im Inneren ist ein Relief der Kreuzabnahme Christi an der westlichen Wand angebracht. Innen über der Tür wurde postum eine Gedenktafel für Franz Höllriegel befestigt, die seine Zunftzeichen Zirkel, Winkel, Hammer und ein Bauplan trägt. Die Marienfigur ist nicht original, die heutige wurde bei einer Renovierung in den 1980er Jahren aufgestellt.
Vor der Kapelle steht eine aus Nagelfluh-Blöcken errichtete Aussichtsterrasse. Laut historischer Beschreibung standen auf ihr zwei Bänke, eine steinerne Vase und zwei Putten. Davon sind nur die steinernen Sockel der Bänke erhalten. Seit die Bäume zwischen der Kapelle und der Terrasse und dem Fluss aufgewachsen sind, ist von hier keine Aussicht mehr möglich. Nur im Winter lässt sich erahnen, wie weit der Blick entlang dem Tal und auf das gegenüberliegende Grünwald reichte.
Vom Monopteros ist nur das Fundament erhalten. Zu ihm kann man über Stufen auf einen Sporn des anstehenden Nagelfluh steigen. Eine Fotografie im Archiv der Gemeinde Pullach von 1929 zeigt eine einfache Konstruktion auf sechs Säulen und einem Tisch in der Mitte.
Als südlichster Bestandteil des Landschaftsparks steht am Hand ein rund drei Meter hohes Andachtskreuz aus Kalkstein mit einer Christusfigur aus Gusseisen. Davor eine Sitzbank und eine Kniebank aus Tuffstein. Alle wurden von Höllriegel gefertigt, das Kreuz trägt das Jahr 1858 als Entstehungsdatum, zugleich sein Todesjahr. Auch hier ist die ehemalige Aussicht auf das Isartal und Grünwald durch Aufwuchs der Bäume nicht mehr möglich.
Oberhalb des Gasthofs steht im Gebüsch der Sockel einer Mariensäule mit Inschriften Höllriegels. Die Figur wurde im Zweiten Weltkrieg zerstört. Da kein Bild bekannt ist, lässt sich ihr Aussehen nicht rekonstruieren.
Aus der amtlichen Renovationskarte von 1858 und dem heutigen Zustand lässt sich erkennen, dass Höllriegel einen Park im Stil eines Englischen Landschaftsgartens angelegt hat, als stilprägend für den Münchner Raum gilt Friedrich Ludwig von Sckell (1750–1823), der ab 1789 den Englischen Garten maßgeblich bestimmt und ab 1804 den Schlosspark Nymphenburg umgestaltet hat. Typisch sind geschwungene Wege, die so wirken, als wären sie durch die Landschaftsformen bestimmt, obwohl zumeist erst das elegante Wegenetz entworfen und anschließend die Landschaft dazu passend angelegt wurde. Aus den Signaturen der Karte von 1858 lässt sich erkennen, dass der Park planmäßig, teilweise in einem Raster bepflanzt war. Welche Baumarten, ob Forst-, Zier- oder Obstgehölze verwendet wurden, lässt sich nicht erkennen und ist nicht anderweitig überliefert.
Von besonderer Bedeutung sind im englischen Landschaftsgarten und im Höllriegelpark die Sichtachsen. Durch die Anlage der Kapelle mit Aussichtsterrasse und des Monopteros auf Felsblöcken, sowie des Kreuzes in offener Hanglage wurden sie zu von überall im Park sichtbaren Blickpunkten (Point de vue) und gleichzeitig zu Aussichtspunkten, von denen das Isartal und insbesondere Grünwald mit der Burg Grünwald sowie Pullach mit Burg Schwaneck sichtbar wurden. Der Park ist nur im Zusammenhang mit seiner Lage und der Aussicht vorstellbar. Letztere kann nur durch eventuelle Eingriffe in den Waldbestand wieder hergestellt werden.